# Streets of Fire (Amerikaanse film)
Streets of Fire is een Amerikaanse Neo noir-muziekfilm uit 1984 geregisseerd door Walter Hill. De film was een financiële flop.

## Synopsis
Ellen Aim – zangeres van “The Attackers” - wordt ontvoerd door Raven, leider van de motorbende “Bombers”. Reva is getuige van de ontvoering. Ze vraagt haar broer Tom en ex-soldaat McCoy om een reddingsactie op te zetten. McCoy doet dit niet gratis, dus moet Ellens manager Billy Fish voor de nodige financiën zorgen.

## Rolverdeling
| Acteur                  | Personage      |
| ----------------------- | -------------- |
| Michael Paré            | Tom Cody       |
| Diane Lane              | Ellen Aim      |
| Rick Moranis            | Billy Fish     |
| Amy Madigan             | McCoy          |
| Willem Dafoe            | Raven Shaddock |
| Deborah Van Valkenburgh | Reva Cody      |
| Richard Lawson          | Ed Price       |
| Rick Rossovich          | Cooley         |
| Bill Paxton             | Clyde          |
| Lee Ving                | Greer          |
| Stoney Jackson          | Bird           |
| Mykelti Williamson      | B.J.           |
| Grand L. Bush           | Reggie         |
| Robert Townsend         | Lester         |
| E.G. Daily              |                |

## Prijzen en Nominaties
| Prijs                        | Categorie                       | Ontvanger(s) | Resultaat   |
| ---------------------------- | ------------------------------- | ------------ | ----------- |
| Golden Raspberry Awards 1984 | Slechtste actrice in een bijrol | Diane Lane   | Genomineerd |
| Kinema Junpo Awards          | Beste buitenlandse film         | Walter Hill  | Gewonnen    |
| Filmfestival van Sitges      | Beste actrice                   | Amy Madigan  | Gewonnen    |